# Liste der Kulturdenkmale in Königheim

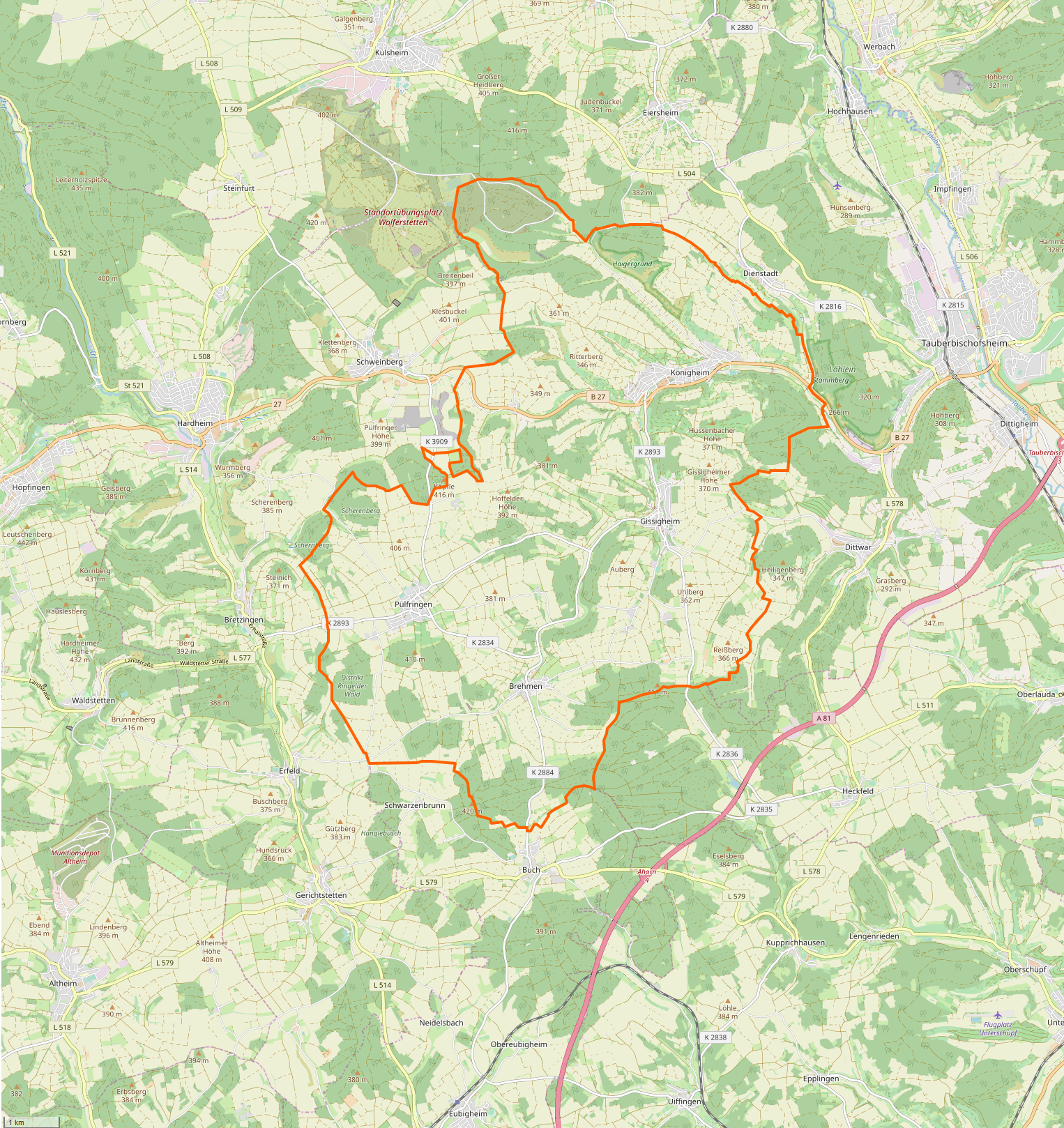
Gemarkung und Lage der Gemeinde Königheim

Wappen der Gemeinde Königheim

In der Liste der Kulturdenkmale in Königheim sind unbewegliche Bau- und Kunstdenkmale aller Ortsteile von Königheim aufgeführt. Grundlage für diese Liste ist die vom Regierungspräsidium Stuttgart herausgegebene Liste der Bau- und Kunstdenkmale mit Stand vom 15. Februar 2012. Der Artikel ist Teil der übergeordneten Liste der Kulturdenkmale im Main-Tauber-Kreis. Diese Liste ist nicht rechtsverbindlich. Eine rechtsverbindliche Auskunft ist lediglich auf Anfrage bei der Unteren Denkmalschutzbehörde der Gemeinde Königheim erhältlich.
Kleindenkmale wie beispielsweise Bildstöcke, Statuen und Wegkreuze blieben im Gemeindegebiet zahlreich erhalten. Der Grund liegt in der seit dem Mittelalter durchgehend landwirtschaftlichen Struktur. Es kam in der Neuzeit zu keiner Verdichtung von Siedlung und Industrie wie in den Ballungsgebieten, so dass diese Kulturdenkmale im Freiland weitgehend erhalten blieben.

## Allgemein
- Bild: Zeigt ein ausgewähltes Bild aus Commons, „Weitere Bilder“ verweist auf die Bilder im Medienarchiv Wikimedia Commons.
- Bezeichnung: Nennt den Namen, die Bezeichnung oder die Art des Kulturdenkmals.
- Lage: Straßenname und Hausnummer oder Flurstücknummer des Kulturdenkmals, gegebenenfalls auch den Ortsteil. Die Grundsortierung der Liste erfolgt nach dieser Adresse. Der Link (Karte) führt zu verschiedenen Kartendiensten mit der Position des Kulturdenkmals. Fehlt dieser Link, wurden die Koordinaten noch nicht eingetragen. Sind diese bekannt, können sie über ein Tool mit einer Kartenansicht einfach nachgetragen werden. In dieser Kartenansicht sind Kulturdenkmale ohne Koordinaten mit einem roten bzw. orangen Marker dargestellt und können durch Verschieben auf die richtige Position in der Karte mit Koordinaten versehen werden. Kulturdenkmale ohne Bild sind an einem blauen bzw. roten Marker erkennbar.
- Datierung: Baubeginn, Fertigstellung, Datum der Erstnennung oder grobe zeitliche Einordnung entsprechend des Eintrags in der zuständigen Denkmaldatenbank (Landesamt für Denkmalpflege Baden-Württemberg).
- Beschreibung: Kurzcharakteristik des Kulturdenkmals.

## Bau-, Kunst- und Kulturdenkmale der Gemeinde Königheim

### Brehmen
Bau-, Kunst- und Kulturdenkmale in Brehmen:
| Bild           | Bezeichnung            | Lage                        | Datierung | Beschreibung | ID |
| -------------- | ---------------------- | --------------------------- | --------- | --- | -- |
| Weitere Bilder | Kriegerdenkmal         | Ahornstraße 6 (bei) (Karte) | 1802      | Kriegerdenkmal, Deutsch-Französischer-Krieg 1870/71                                                                                           |    |
|                | Evangelische Kirche    | Ahornstraße 13 (Karte)      | 1802      | Ev. Kirche. Saalbau mit Eingangsturm und polygonalem Abschluss, bez. 1802.                                                                    |    |
|                | Evangelischer Friedhof | Ahornstraße 13 (Karte)      |           | Evangelischer Friedhof | BW |
| Weitere Bilder | Dorfbrunnen            | Erfelder Straße             |           | Dorfbrunnen, Renaissance-Brunnen. |    |
| Weitere Bilder | St. Kilian             | Erfelder Straße 5 (Karte)   | 1756      | Kath. Pfarrkirche. Saalbau mit Eingangsturm und polygonalem Abschluss. Immuculata-Nische. 18. Jahrhundert. Missionskreuz, bez. 1860 und 1862. |    |
| Weitere Bilder | Katholischer Friedhof  | Erfelder Straße 5 (Karte)   |           | Katholischer Friedhof |    |
| Weitere Bilder | Kriegerdenkmal         | Erfelder Straße 5 (Karte)   |           | Kriegerdenkmal, Erster Weltkrieg |    |
| Weitere Bilder | Kriegerdenkmal         | Erfelder Straße 5 (Karte)   |           | Kriegerdenkmal, Zweiter Weltkrieg |    |
|                | Schule                 | Erfelder Straße 7           |           | Schule |    |
|                | Rathaus                | Gissigheimer Straße 14      |           | Ehemaliges Rathaus |    |

### Gissigheim
Bau-, Kunst- und Kulturdenkmale in Gissigheim mit dem Dorf Gissigheim, dem Weiler Hof Esselbrunn, der Schwarzfedsiedlung und den Häusern Kettenmühle, Öl- und Sägmühle und Untere Mühle:
| Bild           | Bezeichnung                   | Lage                                    | Datierung | Beschreibung | ID |
| -------------- | ----------------------------- | --------------------------------------- | --------- | --- | -- |
|                | Bildstock                     | Auberg (Karte)                          |           | Bildstock | BW |
|                | Bildstock                     | Auberg (Karte)                          |           | Bildstock |    |
|                | Wegkreuz                      | Auberg (Karte)                          |           | Wegkreuz |    |
|                | Bildstock                     | Brehmer Straße 9 (bei) (Karte)          |           | Bildstock | BW |
|                | Wegkreuz                      | Brehmer Straße (bei) (Karte)            |           | Wegkreuz an der Brehmer Straße (K 2893), nach dem Ortsausgang in Richtung Brehmen und Pülfringen (auf der rechten Seite). |    |
|                | Bildstock                     | Dittwarer Straße (Karte)                |           | Bildstock am Ortsverbindungsweg in Richtung Dittwar. | BW |
|                | Wegkreuz                      | Dittwarer Straße (Karte)                |           | Wegkreuz am Ortsverbindungsweg in Richtung Dittwar. |    |
| Weitere Bilder | Kreuz                         | Hof Esselbrunn (Karte)                  | 1857      | Kreuz, 1857 von Joseph Künzig errichtet |    |
| Weitere Bilder | Laurentiuskapelle             | Hof Esselbrunn 4 (bei) (Karte)          | 1737      | Kapelle St. Laurentius. Schlichter Bau mit Dachreiter, geohrten Fenstern und Portal, bez. 1737. Von Lorenz Künzig erbaut. |    |
|                | Wegkreuz                      | K 2836 (Karte)                          |           | Wegkreuz | BW |
|                | Bildstock                     | K 2836 (Karte)                          |           | Bildstock | BW |
|                | Wegkreuz                      | K 2836 (Karte)                          |           | Wegkreuz | BW |
| Weitere Bilder | Wegkreuz                      | Lückenberg (Karte)                      |           | Wegkreuz |    |
|                | Bildstock                     | Panoramaweg (Karte)                     |           | Bildstock |    |
|                | Bildstock                     | Panoramaweg (Karte)                     |           | Bildstock |    |
|                | Wegkreuz                      | Riedsiedlung (Karte)                    |           | Wegkreuz | BW |
| Weitere Bilder | Bettendorfsches Schloss       | Schloßstraße 19 (Karte)                 | 16. Jh.   | Bettendorfsches Schloss. Winkelhakenbau mit Mansarddach, geohrten Fenstern und rundbogiger Hofdurchfahrt. 18. Jahrhundert. Barockschloss, ehemaliger Wohnsitz der Freiherren von Bettendorf. Bereits im 16. Jahrhundert errichtet und in den Jahren 1726 bis 1727 vom Tiroler Baumeister Christian Schneller ausgebaut. 1736 kam ein unterer Querflügel hinzu. |    |
| Weitere Bilder | St. Peter und Paul            | Schloßstraße 33 (Karte)                 | 1839–1842 | Kath. Pfarrkirche St. Peter und Paul. Neuromanische dreischiffige Halle mit Eingangsturm, bez. 1839/41. |    |
| Weitere Bilder | Synagoge                      | Schloßstraße (Karte)                    | 1837      | Überreste der ehemaligen Synagoge Gissigheims. |    |
| Weitere Bilder | Schutzengelkapelle            | Schloßstraße 45 (Karte)                 | 1712      | Schutzengel-Kapelle. Saalbau mit Dachreiter und polygonalem Abschluss. 1712. |    |
|                | Bildstock                     | Schützenbaum 20 (bei) (Karte)           |           | Bildstock | BW |
|                | Bildstock                     | Schützenbaum 22 (bei) (Karte)           |           | Bildstock | BW |
|                | Grünkerndarre                 | Schützenbaum (Karte)                    |           | Grünkerndarre | BW |
|                | Friedhof                      | Tannenweg (Karte)                       |           | Friedhof Gissigheim | BW |
| Weitere Bilder | Jüdischer Friedhof Gissigheim | Tannenweg (Karte)                       | 1875      | Jüdischer Friedhof Gissigheim |    |
|                | Bildstock                     | Tannenweg (Karte)                       |           | Bildstock unterhalb des Friedhofs. |    |
|                | Bildstock                     | Tannenweg (Karte)                       |           | Bildstock oberhalb des Friedhofs. |    |
| Weitere Bilder | Bildstock                     | Tannenweg 7 (bei) (Karte)               | 1785      | Bildstock |    |
|                | Bildstock                     | Uhlberg, Badholz-Siedlung (bei) (Karte) |           | Bildstock |    |

### Königheim
Bau-, Kunst- und Kulturdenkmale des Hauptortes Königheim mit dem Dorf Königheim und dem Weiler Weikerstetten:
| Bild           | Bezeichnung                      | Lage                              | Datierung       | Beschreibung | ID |
| -------------- | -------------------------------- | --------------------------------- | --------------- | --- | -- |
|                | Kreuz                            | Haigergrund (Karte)               | 17. Jh.         | Kreuz, etwa 17. Jh., beim Haigertal auf dem Finkenfang, einst stark beschädigtes Kreuz wurde 1948 zur glücklichen Heimkehr der Überlebenden erneuert. Die Inschrift lautet: „Es ist vollbracht. Vater in deine Hände empfehle ich meinen Geist.“                                                                           |    |
|                | Kunstmühle                       | Hardheimer Straße (Karte)         | 1849            | Kunstmühle von 1849 | BW |
| Weitere Bilder | Brotzlerhof (Zum Güldenen Löwen) | Königheim, Hauptstraße 25 (Karte) | 18. Jahrhundert | Barockbau aus dem 18. Jahrhundert mit Mansarddach, zunächst Weinhof, später Gasthaus, dann Bekleidungsgeschäft. Nach langer Zerfallsphase restauriert und heute als Wohnhaus genutzt. |    |
| Weitere Bilder | Rundbogentor                     | Hauptstraße 25 (Karte)            |                 | Rundbogentor |    |
| Weitere Bilder | Kreuzweg                         | Kachelberg (Karte)                |                 | Vierzehn Kreuzwegstationen (01 bis 14). |    |
| Weitere Bilder | 1. Kreuzwegstation               | Kachelberg (Karte)                |                 | 1. Kreuzwegstation des vierzehn Stationen umfassenden Königheimer Kreuzwegs am Kachelberg. |    |
| Weitere Bilder | 2. Kreuzwegstation               | Kachelberg (Karte)                |                 | 2. Kreuzwegstation des vierzehn Stationen umfassenden Königheimer Kreuzwegs am Kachelberg. |    |
| Weitere Bilder | 3. Kreuzwegstation               | Kachelberg (Karte)                |                 | 3. Kreuzwegstation des vierzehn Stationen umfassenden Königheimer Kreuzwegs am Kachelberg. |    |
| Weitere Bilder | 4. Kreuzwegstation               | Kachelberg (Karte)                |                 | 4. Kreuzwegstation des vierzehn Stationen umfassenden Königheimer Kreuzwegs am Kachelberg. |    |
| Weitere Bilder | 5. Kreuzwegstation               | Kachelberg (Karte)                |                 | 5. Kreuzwegstation des vierzehn Stationen umfassenden Königheimer Kreuzwegs am Kachelberg. |    |
| Weitere Bilder | 6. Kreuzwegstation               | Kachelberg (Karte)                |                 | 6. Kreuzwegstation des vierzehn Stationen umfassenden Königheimer Kreuzwegs am Kachelberg. |    |
| Weitere Bilder | 7. Kreuzwegstation               | Kachelberg (Karte)                |                 | 7. Kreuzwegstation des vierzehn Stationen umfassenden Königheimer Kreuzwegs am Kachelberg. |    |
| Weitere Bilder | 8. Kreuzwegstation               | Kachelberg (Karte)                |                 | 8. Kreuzwegstation des vierzehn Stationen umfassenden Königheimer Kreuzwegs am Kachelberg. |    |
| Weitere Bilder | 9. Kreuzwegstation               | Kachelberg (Karte)                |                 | 9. Kreuzwegstation des vierzehn Stationen umfassenden Königheimer Kreuzwegs am Kachelberg. |    |
| Weitere Bilder | 10. Kreuzwegstation              | Kachelberg (Karte)                |                 | 10. Kreuzwegstation des vierzehn Stationen umfassenden Königheimer Kreuzwegs am Kachelberg. |    |
| Weitere Bilder | 11. Kreuzwegstation              | Kachelberg (Karte)                |                 | 11. Kreuzwegstation des vierzehn Stationen umfassenden Königheimer Kreuzwegs am Kachelberg. |    |
| Weitere Bilder | 12. Kreuzwegstation              | Kachelberg (Karte)                |                 | 12. Kreuzwegstation des vierzehn Stationen umfassenden Königheimer Kreuzwegs am Kachelberg. |    |
| Weitere Bilder | 13. Kreuzwegstation              | Kachelberg (Karte)                |                 | 13. Kreuzwegstation des vierzehn Stationen umfassenden Königheimer Kreuzwegs am Kachelberg. |    |
| Weitere Bilder | 14. Kreuzwegstation              | Kachelberg (Karte)                |                 | 14. Kreuzwegstation des vierzehn Stationen umfassenden Königheimer Kreuzwegs am Kachelberg. |    |
| Weitere Bilder | Friedhof                         | Kapellengasse 18 (Karte)          | 1615            | Friedhof |    |
| Weitere Bilder | Friedhofskapelle                 | Kapellengasse 18 (Karte)          |                 | Friedhofskapelle (§ 28). Saalbau mit spätgotischem Chor. Eingangsdachreiter 1615 und 18. Jahrhundert. Kreuzgruppe, 1893 bez., Epitaph 1705 (Sachgesamtheit). |    |
| Weitere Bilder | Rathaus                          | Kirchplatz 2 (Karte)              | 1707            | Rathaus. Teilweise verkleideter Zierfachwerkbau mit Krüppelwalm und hohem Sockelgeschoss mit Steinschiebefenster. Ehemaliger Kellerbogen, bez. 1555. Fachwerk, bez. 1707. |    |
| Weitere Bilder | Ölbergszene                      | Kirchplatz 5 (Karte)              | 1499            | Ölbergszene am Treppenaufgang der Kirche |    |
| Weitere Bilder | St. Martin                       | Kirchplatz 5 (Karte)              | 1752–1756       | Kath. Pfarrkirche St. Martin und Nepomuk (§ 28), Saalbau mit Eingangsturm 1754, davor doppelläufige Freitreppe. Missionskreuz, bez. 1860 (Sachgesamtheit). Zwischen 1752 und 1756 als Barockkirche nach Plänen des Ingenieurhauptmanns und Architekten Michael Anton Müller, eines Schülers von Balthasar Neumann, erbaut. |    |
| Weitere Bilder | Schule                           | Kirchplatz 7 (Karte)              | 1839            | Schule. Massivbau mit Walmdach, Ecklisenen und Traufgesimsfries. Reiche Portalrahmung mit Windfang, bez. 1839. |    |
| Weitere Bilder | Synagoge                         | Münzgasse 2 (Karte)               | 1887            | Ehemalige Synagoge Königheim; eine Gedenktafel erinnert an die Synagoge |    |
| Weitere Bilder | Haigerkapelle                    | Prof.-Träger-Straße 1 (Karte)     | 1740            | Haigerkapelle. Schlichte Barockkapelle mit Dachreiter und Rundbogenportal, 1747. |    |
| Weitere Bilder | Statue                           | Schulstraße 2 (Karte)             |                 | Statue Heilige Maria |    |
| Weitere Bilder | Gartenkapelle                    | Schulstraße 7 (Karte)             | 18. Jh.         | Gartenkapelle. Pietà mit Chronogramm, wohl bez. 1718. |    |
| Weitere Bilder | Jüdischer Friedhof               | (Karte)                           | 1875            | Jüdischer Friedhof Königheim |    |
| Weitere Bilder | Kapelle                          | Weikerstetten 18 (Karte)          |                 | Barockisierte Kapelle mit Dachreiter und polygonalem Abschluss. Geohrtes Portal mit Kreuzigungsgruppe. 18. Jahrhundert. Früher: Nr. 14 |    |

### Pülfringen
Bau-, Kunst- und Kulturdenkmale in Pülfringen mit dem Dorf Pülfringen und den Weilern Hof Birkenfeld und Hof Hoffeld:
| Bild           | Bezeichnung         | Lage                                 | Datierung | Beschreibung | ID |
| -------------- | ------------------- | ------------------------------------ | --------- | --- | -- |
| Weitere Bilder | Bildstock           | Birkenfelder Straße 19 (bei) (Karte) |           | Bildstock |    |
|                | Bildstock           | Birkenfelder Straße 23 (bei) (Karte) |           | Bildstock | BW |
|                | Bildstock           | Dorfstraße 1 (bei) (Karte)           |           | Bildstock | BW |
| Weitere Bilder | St. Kilian          | Dorfstraße 10 (Karte)                | 1846      | Kath. Kirche St. Kilian, ehem. St. Laurentius. Neuromanischer Saalbau mit Eingangsturm und Madonna des Vorgängerbaus (1737), 1846 bez. Im Kirchhof Lourdesgrotte (Sachgesamtheit). |    |
| Weitere Bilder | Mariengrotte        | Dorfstraße 10 (Karte)                |           | Mariengrotte neben der Dorfkirche |    |
| Weitere Bilder | Schul- und Rathaus  | Dorfstraße 14 (Karte)                |           | Ehemaliges Schul- und Rathaus |    |
|                | Bildstock           | Dorfstraße 18 (bei) (Karte)          |           | Bildstock | BW |
| Weitere Bilder | Hofkapelle          | Hof Birkenfeld (Karte)               | nach 1918 | Die Hofkapelle wurde für zwei gefallene Söhne des Dorfes, die vom Ersten Weltkrieg nicht zurückgekehrt waren, errichtet. |    |
|                | Bildstock           | Hof Birkenfeld (Karte)               | 1855      | Bildstockhäuschen mit Abschlusskreuz, Relief mit Darstellung der 14 Nothelfer, bez. 1855. |    |
|                | Historisches Haus   | Hof Hoffeld 1 (Karte)                |           | Traufständiges, zweigeschossiges Wohnhaus in leichter Hanglage. Ein aus Muschelkalk gemauerter Kellersockel. Fachwerk-Vollgeschosse. Krüppelwalmdach. Der Kellersockel wird durch Eckquaderungen, Fenstergewände mit Steinschieber sowie ein Rundbogen-Kellertor aus Buntsandstein akzentuiert. Außenliegender Treppenaufgang. | BW |
|                | Bildstock           | K 2824 (Karte)                       |           | Bildstock | BW |
| Weitere Bilder | Sühnekapelle        | K 2824 (Karte)                       |           | Sühnekapelle St. Bernhard |    |
| Weitere Bilder | Wegkapelle          | K 2834 (Karte)                       | 1860/1870 | Wegkapelle an der K 2834 nach Schweinberg. Schlichter Bau mit Dachreiter und polygonalem Abschluss von 1860/70. |    |
|                | Bildstock           | K 2893                               |           | Bildstock |    |
|                | Wegkreuz            | K 2893 (Karte)                       |           | Wegkreuz an der K 2893 (am Ortseingang aus Richtung Gissigheim auf der rechten Seite) | BW |
| Weitere Bilder | Kreuzweg            | Karlsgasse (Karte)                   | 1888      | Vierzehn Kreuzwegstationen (01 bis 14). Im Jahre 1888 wurden die Kreuzwegbildstöcke geschaffen, die im Laufe der Jahre, auch umweltbedingt, starke Schäden erlitten. Die Stationen wurden restauriert und 1994/95 wieder im Friedhof Pülfringen aufgestellt.                                                                   |    |
| Weitere Bilder | 1. Kreuzwegstation  | Karlsgasse (Karte)                   | 1888      | 1. Kreuzwegstation des vierzehn Stationen umfassenden Pülfringer Kreuzwegs im Friedhof. |    |
| Weitere Bilder | 2. Kreuzwegstation  | Karlsgasse (Karte)                   | 1888      | 2. Kreuzwegstation des vierzehn Stationen umfassenden Pülfringer Kreuzwegs im Friedhof. |    |
| Weitere Bilder | 3. Kreuzwegstation  | Karlsgasse (Karte)                   | 1888      | 3. Kreuzwegstation des vierzehn Stationen umfassenden Pülfringer Kreuzwegs im Friedhof. |    |
| Weitere Bilder | 4. Kreuzwegstation  | Karlsgasse (Karte)                   | 1888      | 4. Kreuzwegstation des vierzehn Stationen umfassenden Pülfringer Kreuzwegs im Friedhof. |    |
| Weitere Bilder | 5. Kreuzwegstation  | Karlsgasse (Karte)                   | 1888      | 5. Kreuzwegstation des vierzehn Stationen umfassenden Pülfringer Kreuzwegs im Friedhof. |    |
| Weitere Bilder | 6. Kreuzwegstation  | Karlsgasse (Karte)                   | 1888      | 6. Kreuzwegstation des vierzehn Stationen umfassenden Pülfringer Kreuzwegs im Friedhof. |    |
| Weitere Bilder | 7. Kreuzwegstation  | Karlsgasse (Karte)                   | 1888      | 7. Kreuzwegstation des vierzehn Stationen umfassenden Pülfringer Kreuzwegs im Friedhof. |    |
| Weitere Bilder | 8. Kreuzwegstation  | Karlsgasse (Karte)                   | 1888      | 8. Kreuzwegstation des vierzehn Stationen umfassenden Pülfringer Kreuzwegs im Friedhof. |    |
| Weitere Bilder | 9. Kreuzwegstation  | Karlsgasse (Karte)                   | 1888      | 9. Kreuzwegstation des vierzehn Stationen umfassenden Pülfringer Kreuzwegs im Friedhof. |    |
| Weitere Bilder | 10. Kreuzwegstation | Karlsgasse (Karte)                   | 1888      | 10. Kreuzwegstation des vierzehn Stationen umfassenden Pülfringer Kreuzwegs im Friedhof. |    |
| Weitere Bilder | 11. Kreuzwegstation | Karlsgasse (Karte)                   | 1888      | 11. Kreuzwegstation des vierzehn Stationen umfassenden Pülfringer Kreuzwegs im Friedhof. |    |
| Weitere Bilder | 12. Kreuzwegstation | Karlsgasse (Karte)                   | 1888      | 12. Kreuzwegstation des vierzehn Stationen umfassenden Pülfringer Kreuzwegs im Friedhof. |    |
| Weitere Bilder | 13. Kreuzwegstation | Karlsgasse (Karte)                   | 1888      | 13. Kreuzwegstation des vierzehn Stationen umfassenden Pülfringer Kreuzwegs im Friedhof. |    |
| Weitere Bilder | 14. Kreuzwegstation | Karlsgasse (Karte)                   | 1888      | 14. Kreuzwegstation des vierzehn Stationen umfassenden Pülfringer Kreuzwegs im Friedhof. |    |